# Chromosera cyanophylla
Chromosera cyanophylla är en svampart som först beskrevs av Elias Fries, och fick sitt nu gällande namn av Redhead, Ammirati & Norvell 1995. Chromosera cyanophylla ingår i släktet Chromosera och familjen Hygrophoraceae.  Arten är reproducerande i Sverige. Inga underarter finns listade i Catalogue of Life.